# 耶律蘇
耶律蘇（やりつ そ、生年不詳 - 天顕元年9月8日（926年10月17日））は、遼（契丹）の皇族。太祖耶律阿保機の弟にあたる。字は独昆。太祖の二十功臣の筆頭に名を挙げられた。

## 経歴
耶律撒剌的の六男として生まれた。神冊5年（920年）、惕隠となった。神冊6年（921年）、南府宰相となった。義昌軍節度使劉守文が救援を求めてくると、耶律蘇は阿保機の命を受けて援軍におもむき、滄州の包囲を解いた。諸弟の反乱においては阿保機についたが、耶律剌葛らとのあいだにも往来があった。反乱の平定にあたっては、耶律蘇の力が大きかった。
天賛3年（924年）、南院夷離菫の耶律迭里とともに南西の地を経略した。
天顕元年（926年）、渤海に対する征戦に参加し、忽汗城を包囲した。渤海から帰国すると、同年9月壬戌に死去した。

## 人物
寡黙で感情を表さなかったが、諸弟のうちで阿保機にもっとも愛された。南府にあっては収賄の醜聞があり、部民に憎まれた。

## 伝記資料
- 『遼史』巻64 表第2